# Ernest Cabo
Ernest Cabo (Sainte-Rose, 15 dicembre 1932 – Basse-Terre, 28 novembre 2019) è stato un vescovo cattolico francese.

## Biografia
Ernest Mesmin Lucien Cabo nacque il 15 dicembre 1932 a Sainte-Rose, primogenito di una famiglia cattolica con sette figli.
Frequentò il seminario minore a Gourbeyre e successivamente completò gli studi in Francia, frequentando prima il seminario maggiore a La Croix-Valmer e in seguito il seminario maggiore Saint-Cyprien a Tolosa.

### Ministero sacerdotale
Fu ordinato presbitero il 4 ottobre 1964, incardinandosi nella diocesi di Basse-Terre.
Dopo l'ordinazione sacerdotale, fu nominato vicario parrocchiale a Capesterre-Belle-Eau e fu cappellano delle organizzazioni cattoliche di Movimento della Gioventù Cristiana Rurale (MRJC), Movimento della Gioventù Cristiana dei Lavoratori (JOC) e movimento cristiano delle PTT (Postes, télégraphes et téléphones). Dal 1968 al 1983 fu responsabile dei seminaristi e nel 1972 fu nominato parroco della parrocchia Sacré-Cœur a Pointe-à-Pitre.

### Ministero episcopale
Il 2 luglio 1983 papa Giovanni Paolo II lo nominò vescovo ausiliare di Basse-Terre, assegnandogli la sede titolare di Bocconia. Ricevette l'ordinazione episcopale il 6 novembre successivo per imposizione delle mani dell'arcivescovo Paul Fouad Naïm Tabet. Un anno dopo, il 2 luglio 1984, sempre Giovanni Paolo II lo nominò vescovo di Basse-Terre.
Durante gli anni del suo ministero, applicò alla Guadalupa i principi della teologia della liberazione, in particolare quelli dell'inculturazione del Vangelo con la creazione delle “Ti Kominoté Légliz” (TLK), organizzazioni popolari per la diffusione del Vangelo in tutte le fasce della popolazione.
Nel 1991 convocò un sinodo diocesano per discutere di varie tematiche riguardo al rapporto tra la Chiesa e la comunità. Il sinodo si concluse il 28 novembre 1995, presentando tra le conclusioni l'introduzione della lingua creola della Guadalupa nella liturgia, in particolare nei canti sacri.
Resse la diocesi per 24 anni, ritirandosi per raggiunti limiti d'età il 15 maggio 2008. Morì a Basse-Terre il 28 novembre 2019, due settimane prima di compiere 87 anni.

## Genealogia episcopale
La genealogia episcopale è:
- Patriarca Youhanna Bawab
- Patriarca Jirjis Rizqallah
- Patriarca Stefano Douayhy
- Patriarca Yaaqoub Boutros Awwad
- Patriarca Semaan Boutros Awwad
- Patriarca Youssef Boutros Estephan
- Patriarca Youhanna Boutros Helou
- Patriarca Youssef Boutros Hobaish
- Patriarca Boulos Boutros Massaad
- Patriarca Elias Boutros Hoayek
- Patriarca Antoun Boutros Arida
- Cardinale Antoine Pierre Khoraiche
- Arcivescovo Paul Fouad Naïm Tabet
- Vescovo Ernest Mesmin Lucien Cabo